# Gieboldehausen

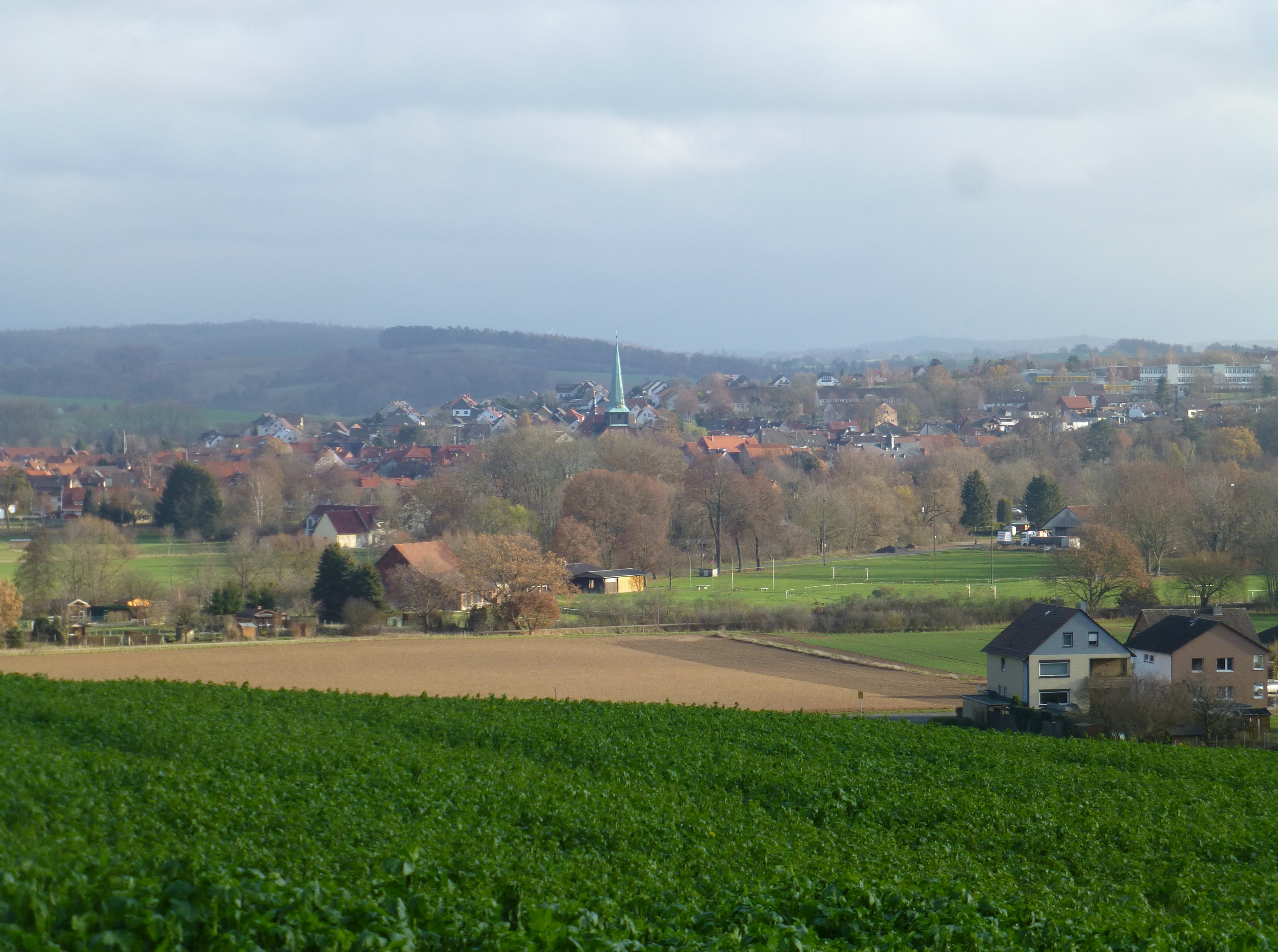
Uitzicht op Gieboldehausen vanaf de Kleine Lohberg

Gieboldehausen is een gemeente in de Duitse deelstaat Nedersaksen. 
De gemeente is de hoofdplaats en bestuurszetel  van de Samtgemeinde Gieboldehausen in het Landkreis Göttingen.  Voor meer informatie zie aldaar. De gemeente telde 3.969 inwoners op 31 december 2023.
- Gemeinsame Normdatei: 4203899-6
- Library of Congress Control Number: n78087952
- Nationale Bibliotheek van Israël: 987007550243105171
- Virtual International Authority File: 131330986
- WorldCat: E39PBJdWTDp4GT9dgbD8RMGrbd

Adelebsen · 
Bad Grund · 
Bad Lauterberg im Harz · 
Bad Sachsa · 
Bilshausen · 
Bodensee · 
Bovenden · 
Bühren · 
Dransfeld · 
Duderstadt · 
Ebergötzen · 
Elbingerode · 
Friedland · 
Gieboldehausen · 
Gleichen · 
Göttingen · 
Hann. Münden · 
Harz (gemeentevrij gebied, Landkreis Göttingen) ·
Hattorf am Harz · 
Herzberg am Harz · 
Hörden am Harz · 
Jühnde · 
Krebeck · 
Landolfshausen · 
Niemetal · 
Obernfeld · 
Osterode am Harz · 
Rhumspringe · 
Rollshausen · 
Rosdorf · 
Rüdershausen · 
Scheden · 
Seeburg · 
Seulingen · 
Staufenberg · 
Waake · 
Walkenried · 
Wollbrandshausen · 
Wollershausen · 
Wulften am Harz